# انقلاب سفید

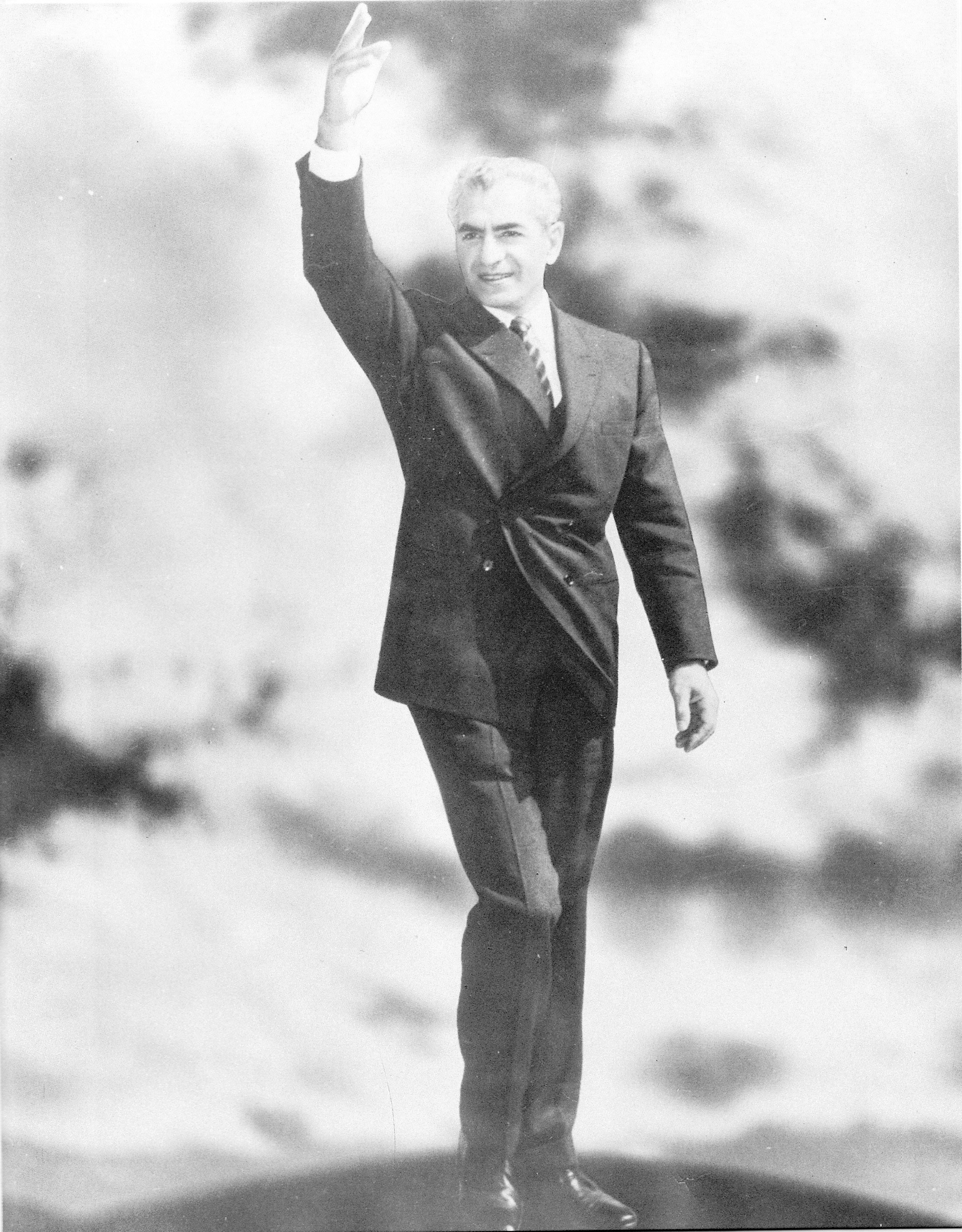
محمدرضا پهلوی، انقلاب سفید را آغاز می‌کند

انقلاب سفید یا انقلاب شاه و مردم، نام یک سلسله تغییرات اقتصادی و اجتماعی شامل اصول شش‌گانه است که در دورهٔ پادشاهی محمدرضا شاه پهلوی و با یاری نخست وزیران وقت علی امینی، اسدالله علم، حسنعلی منصور و امیرعباس هویدا در ایران به تحقق پیوست. انقلاب سفید در مرحلهٔ نخست، پیشنهادی شامل شش اصل بود که محمدرضا شاه در کنگرهٔ ملی کشاورزان در تهران در تاریخ ۲۱ دی ۱۳۴۱، خبر اصلاحات و همه‌پرسی را برای پذیرش یا رد آن به کشاورزان و عموم مردم ارائه داد. پس از آن در تاریخ ۶ بهمن ۱۳۴۱، عموم مردم نیز در یک همه‌پرسی سراسری، به اصلاحات رأی مثبت دادند. شاه این اصلاحات را انقلاب سفید نامید زیرا انقلابی مسالمت‌آمیز و بدون خون‌ریزی بود.

## پیشینه

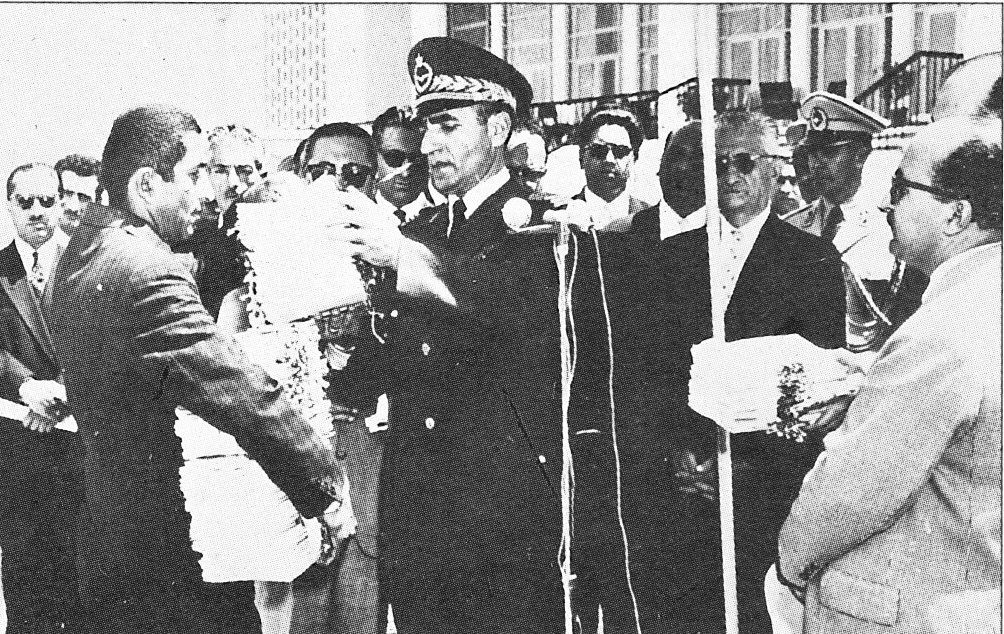
محمدرضا پهلوی سند مالکیت زمین‌های تقسیم شده را به کشاورزان می‌دهد

پیش از اصلاحات ارضی در ایران، ۵۰ درصد از زمین‌های کشاورزی در دست مالکان بزرگ بود، ۲۰ درصد متعلق به اوقاف، ۱۰ درصد از زمین‌ها دولتی و ۲۰ درصد نیز به کشاورزان تعلق داشت. پیش از اصلاحات ارضی به دستور محمدرضا پهلوی ۱۸۰۰۰ روستا را در فهرستی درآوردند که آن زمین‌ها می‌بایستی بین روستاییان تقسیم شود. محمدرضا پهلوی سالیان دراز از لزوم اصلاحات ارضی در ایران می‌گفت ولی در برابر فشار مالکان بزرگ و روحانیون مجبور بود که اصلاحات ارضی را به عقب بیندازد.
در سال ۱۳۳۸ برابر با ۱۹۵۹، شاه فرصت را مناسب دید که دست به اصلاحات اجتماعی-اقتصادی بزند. بر این اساس از منوچهر اقبال نخست‌وزیر وقت خواست که پیش‌نویس لایحهٔ اصلاحات ارضی را برای ارائه به مجلس آماده کند. از آنجا که بیشینه نمایندگان مجلس از مالکان اراضی بودند  لایحه اصلاحات اراضی  با مخالفت نمایندگان  رو به رو میشد و از آنجا که مجلس  در کنترل آنان بود میتوانستند با  تجدیدنظر در لایحه و تغییر آن اجرایش را ناممکن سازند.
از اینروی در اوایل سال ۱۳۳۹ش/ ۱۹۶۰م نسخه  بازبینی شده اصلاحات ارضی که منافع مالکان را نیز تامین میکرد به مجلس ارائه شد و از تصویب مجلس - که اکثریت آن را مالکان تشکیل می‌دادند - گذشت؛ بر پایهٔ این قانون، هر مالک می‌توانست تا ۴۰۰ هکتار زمین آبی یا ۸۰۰ هکتار زمین دیم را برای خود نگاه دارد. در مجموع، مجلس راه‌هایی را پیش‌بینی کرد که حتی‌الامکان مانع از تحقق واقعی اصلاحات ارضی شد و به جانبداری از منافع مالکان پرداخت.
آن زمان ۵۰٪ از زمینهای ایران در دست مالکان بزرگ بود که  بخشی از انان نیز روحانیون بودند و از انجا که نظام ارباب رعیتی بود مالکان ارباب رعیت خود نیز بشمار میرفتند و قدرت بسیاری داشتند همچنین ۲۰٪ دیگر از زمینهای ایران نیز اوقافی بود که ان نیز در دست روحانیون بود از این رو  قانونی بودن و تصویب  قانون اصلاحات ارضی در مجلس نیز نمیتوانست ضامن اجرای ان باشد چرا که  در اجرای آن باوجود نظام ارباب رعیتی و مذهبی بودن مردم ایران  احتمال  مخالفت روحانیون و خوانین و مالکان اراضی و شوراندن مردم و بروز بحران سیاسی-اجتماعی در کشور می‌رفت،از این رو پیش از اجرای اصلاحات نیاز به  روشنگری و اگاه سازی و همراهی مردم  بود
۲۴ آبان ۱۳۴۰، شاه، در فرمانی خطاب به نخست‌وزیر وقت علی امینی  با شرح و روشنگری مفاد برنامهٔ جدید اصلاحات  اجرای آن معرفی کرد. امینی، حسن ارسنجانی را به عنوان وزیر کشاورزی خود انتخاب نمود که لایحه اصلاحات ارضی که از زمان اقبال روی آن کار شده بود به روز کند. ارسنجانی در این لایحه نوشت که هر مالک تنها می‌تواند صاحب یک روستا باشد. هر آنچه مازاد بر آن است می‌باید به دولت فروخته شود. سپس دولت این زمین‌ها را ارزان به کشاورزان می‌فروشد و دولت اعتبار بسیار ارزان به کشاورزان خواهد داد. هدف ارسنجانی ایجاد طبقه‌ای از کشاورزان مستقل بود.
۱۹ دی ۱۳۴۰ برابر با ۹ ژانویه ۱۹۶۲ کابینهٔ امینی، فرمان محمدرضا شاه پهلوی را برای برچیدن نظام ارباب رعیتی در ایران به تصویب رسانید. امینی نزد خمینی در قم می‌رود تا روحانیون را در مورد این اصلاحات متقاعد سازد. خمینی کارنامهٔ نخست‌وزیری امینی را به باد انتقاد می‌گیرد که سیاست امینی در کشورداری سراسر اشتباه است آموزش در دبستان‌ها و دبیرستان‌ها کاملاً اشتباه است و تنها کافر تولید می‌کند. پس از اظهارات خمینی، محمدرضا شاه پهلوی می‌گوید «اکنون شما ماسک چهره‌تان را برداشته‌اید. این مرتجعین سیاه بدتر از انقلابیون سرخ هستند».
۲۸ تیر ۱۳۴۱ برابر با ۱۹ ژوئیه ۱۹۶۲ امینی استعفا داد و اسدالله علم به نخست‌وزیری منصوب شد.
محمدرضا شاه به نخست‌وزیر خود اسدالله علم گفت ما این اصلاحات را زمانی می‌توانیم به اجرا درآوریم که اکثریت مردم موافق آن باشند؛ بدین دلیل با یک رفراندوم می‌توانیم اصلاحات ارضی را پیش ببریم. ۱۹ دی ۱۳۴۱ برابر با ۹ ژانویه ۱۹۶۳ شاه کنگره ملی کشاورزان را با سخنان خود می‌گشاید. ۴۲۰۰ نماینده تعاونی‌ها و کشاورزان در این کنگره حضور داشتند. محمدرضا شاه پهلوی از شش اصل اصلاحات سخن می‌گوید که به آرای مردم برای تصویب گذاشته و با غریو شادی حاضران در کنگره رو به رو شد. او می‌گوید «هیچ عملی بیش از کارهایی که امروز انجام می‌دهیم از جمله آزاد ساختن رعیت اسیر و بدبخت ایران از زنجیر اسارت و مالک کردن ۱۵ میلیون جمعیت این کشور در زمینی که در آن کار می‌کنند مورد پسند خدا و ائمه اطهار نخواهد بود. هیچ چیز خداپسندانه‌تر از عدالت اجتماعی و رفع ظلم نیست». روحانیون نیز به دلیل زمین‌های اوقاف در زمره ملاکین بزرگ قرار داشتند و در نتیجه مخالف سرسخت اصلاحات محمدرضا پهلوی بودند و در منبرهای خود با این بهانه که با اصلاحات ارضی کشاورزان سرمایه و توانایی اداره زمین خود را نخواهند داشت و در نتیجه به اربابان سابق خواهند فروخت، در اجرای این برنامه سنگ‌اندازی می‌کردند.

### همه‌پرسی
در تاریخ ۶ بهمن ۱۳۴۱ همه‌پرسی در ایران انجام می‌گیرد که به تأیید اصلاحات پیشنهادی انجامید. ۵۵۹۸۷۱۱ نفر برای انقلاب سفید و ۵۲۱۱۰۸ نفر علیه انقلاب سفید، آرای خود را به صندوق‌ها ریختند.
برای نخستین بار در تاریخ ایران زنان نیز به پای صندوق‌های رأی رفتند. در تهران ۱۶۴۳۳ رأی و در دیگر شهرستان‌ها ۳۰۰۰۰۰ تن رأی آری خود را به صندوق‌ها ریختند.

### مراحل اصلاحات
اصلاحات ارضی در سه مرحله انجام شد.
در مرحله نخست تعیین شد که هیچ مالکی بیش از یک روستا نداشته باشد. مازاد زمین‌ها و دِه‌ها می‌باید به کشاورزانی که در آن زمین‌ها به بهره‌برداری مشغول بودند فروخته شود و با فروش سهام کارخانجات دولتی، ترتیب بازپرداخت بهای زمین‌ها به مالکان فراهم گردید.
در مرحلهٔ دوم صاحبان زمین‌های استیجاری می‌باید یا به تقسیم درآمد حاصل از اجاره بپردازند یا بر اساس قراردادهای اجاره، زمین‌ها را به کشاورزان بفروشند. به عبارت دیگر مالکان موظف شدند که یا ملک کشاورزی خود را برای سی سال به کشاورزان اجاره نقدی دهند یا آن را با توافق بدان‌ها بفروشند. بدین ترتیب حداکثر مالکیت زمین‌ها در دست یک مالک بسیار محدود شد. املاک موقوفه عام نیز بر اساس درآمد آن زمین به اجاره دراز مدت ۹۹ ساله به کشاورزان واگذار گردید. در مورد موقوفات خاص متولیان مجبور به فروش آن‌ها به دولت و تقسیم آن بین کشاورزان شدند.
در مرحلهٔ سوم مالکانی که ملک خود را اجاره داده بودند بر اساس قانون اصلاحات مجبور به فروش آن به کشاورزان شدند و با رضایت مالک و کشاورز یا تقسیم به نسبت بهره مالکانه مرسوم در محل شدند. بدین ترتیب بسیاری از کشاورزان ایران صاحب زمین شدند و به ادعای محمد رضا پهلوی، ایران از یک کشور عقب مانده فئودالی به سوی یک کشور با کشاورزی آزاد و صنعتی شدن گام برداشت.

## اصول انقلاب سفید

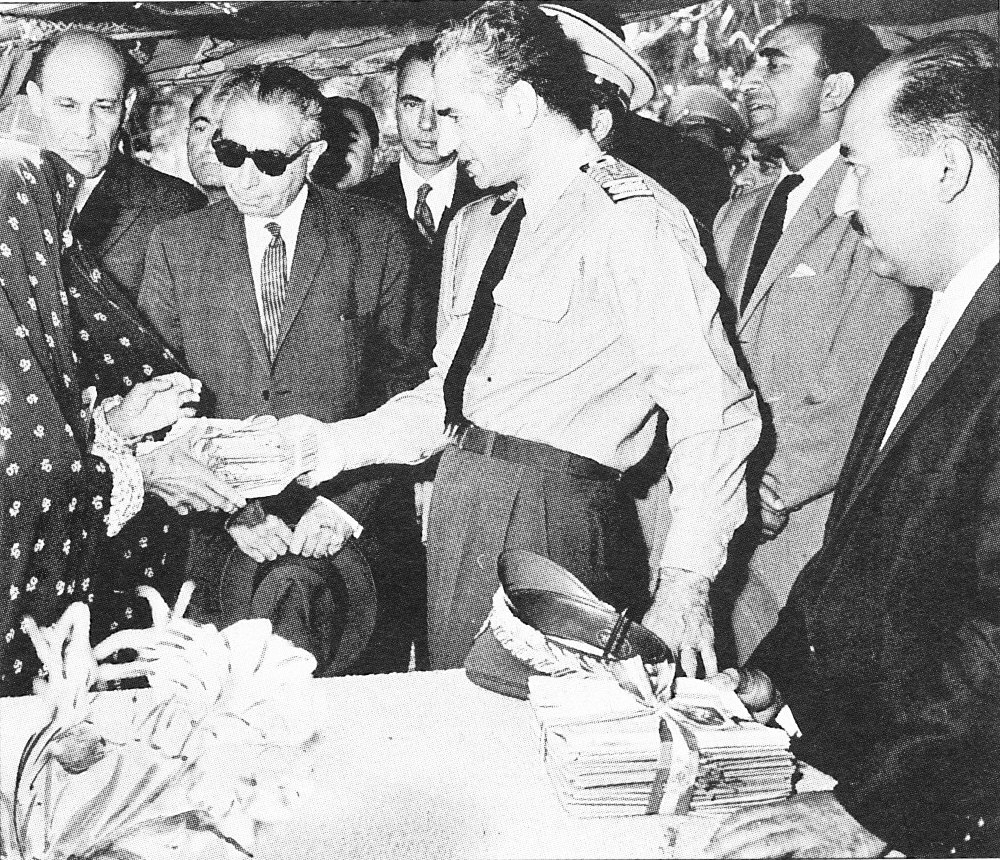
شاه، امینی و ارسنجانی، محمدرضا شاه سند مالکیت زمین‌ها در کرمانشاه را به کشاورزان می‌دهد

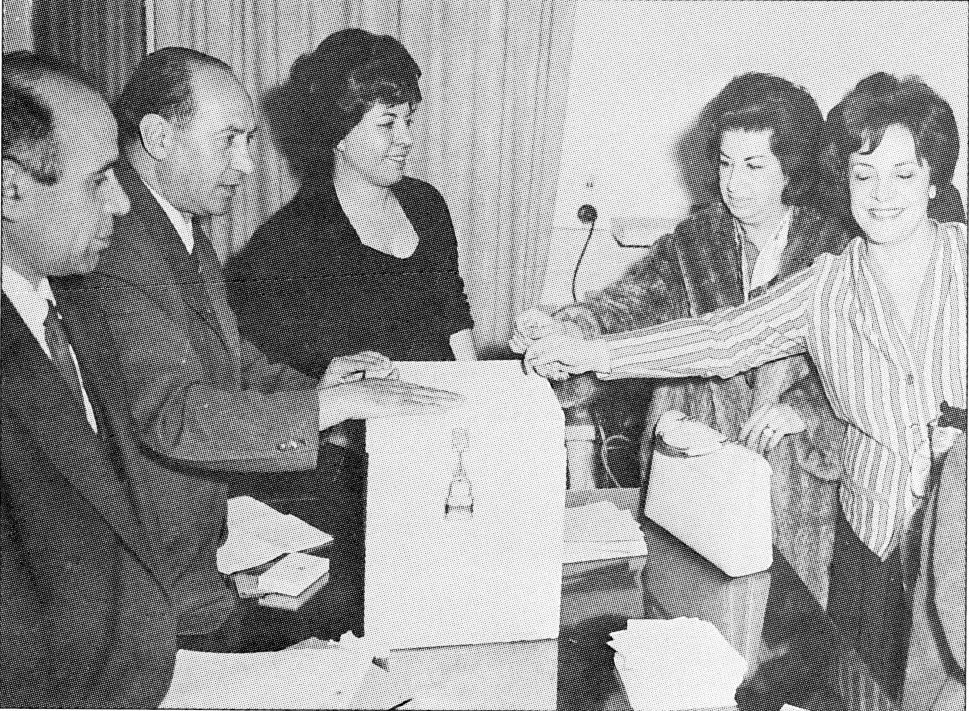
زنان به پای صندوق‌های رای می‌روند ۱۳۴۱

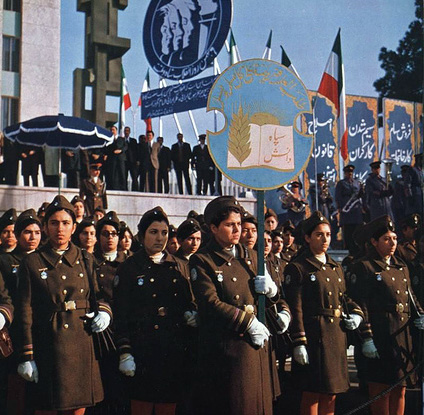
رژه دختران سپاه دانش در برابر مجلس سنا

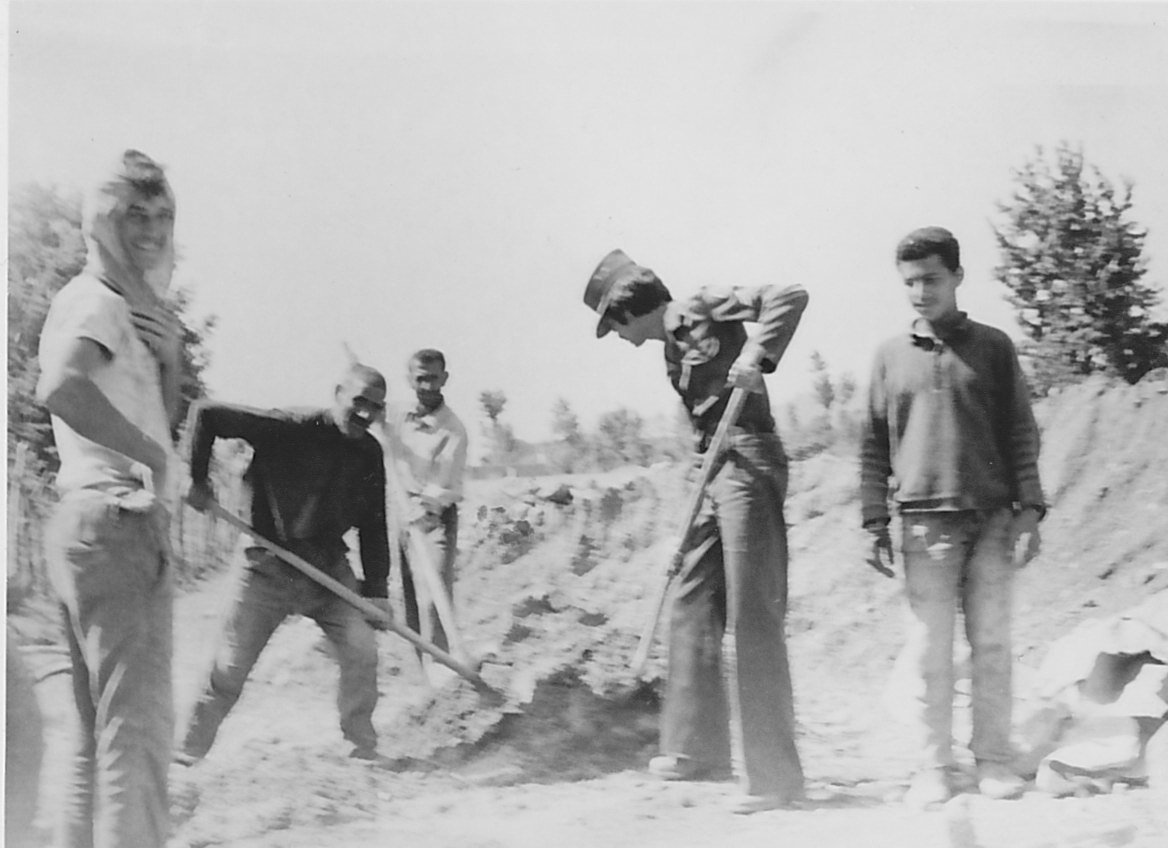
سپاه ترویج و آبادانی در حال ساختن یک مدرسه در شمال ایران، سال ۱۳۵۲

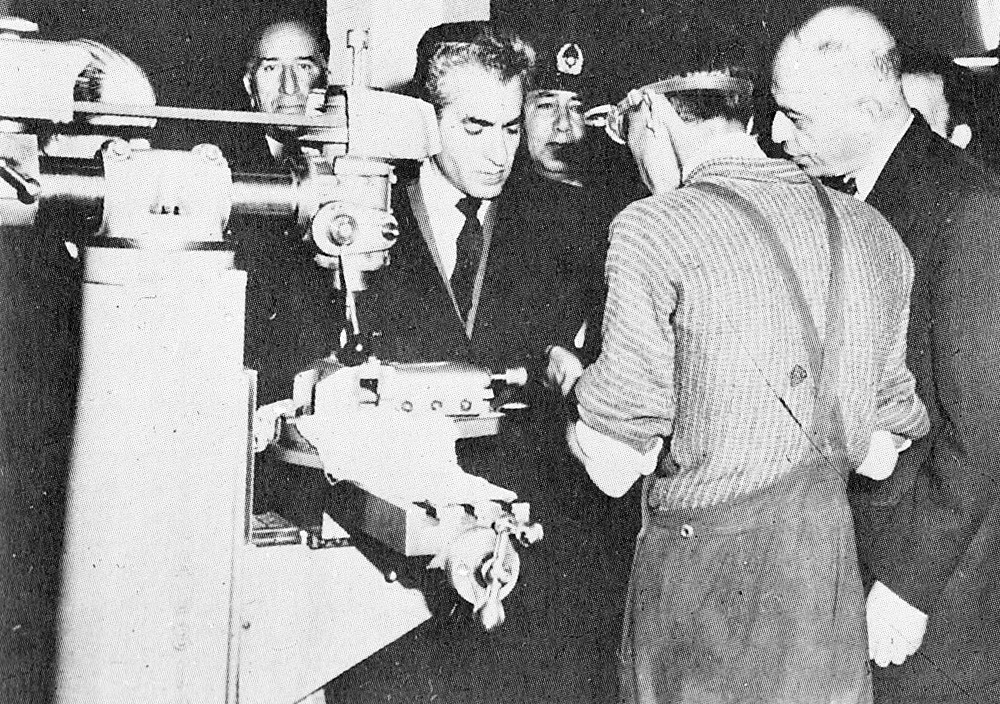
برنامه عمرانی دوم و ایجاد کارخانه ماشین‌های صنعتی

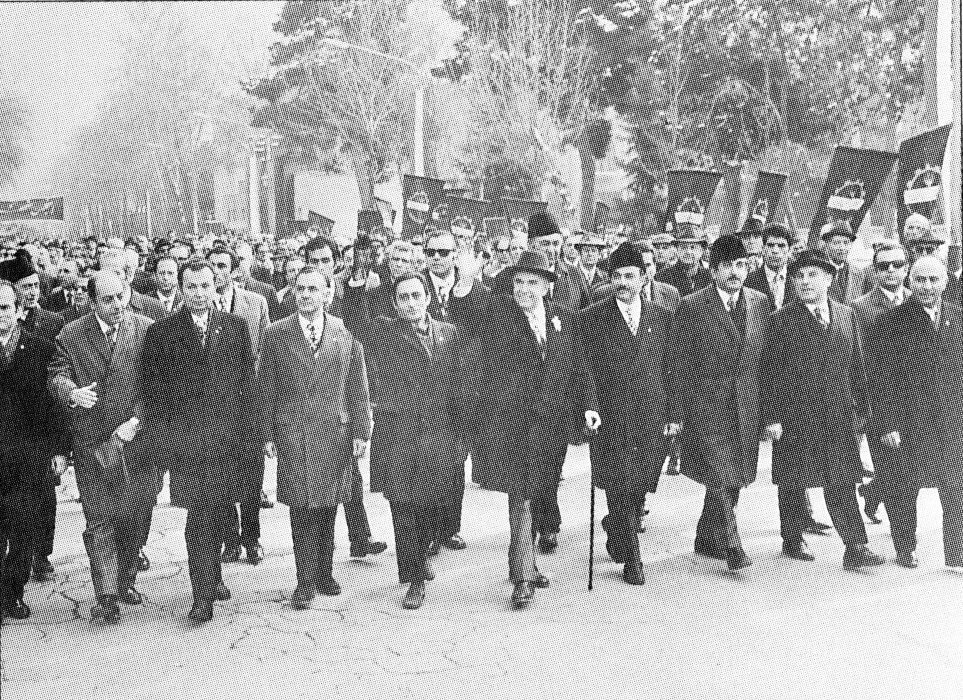
هویدا و هیئت دولت ۱۳۵۳

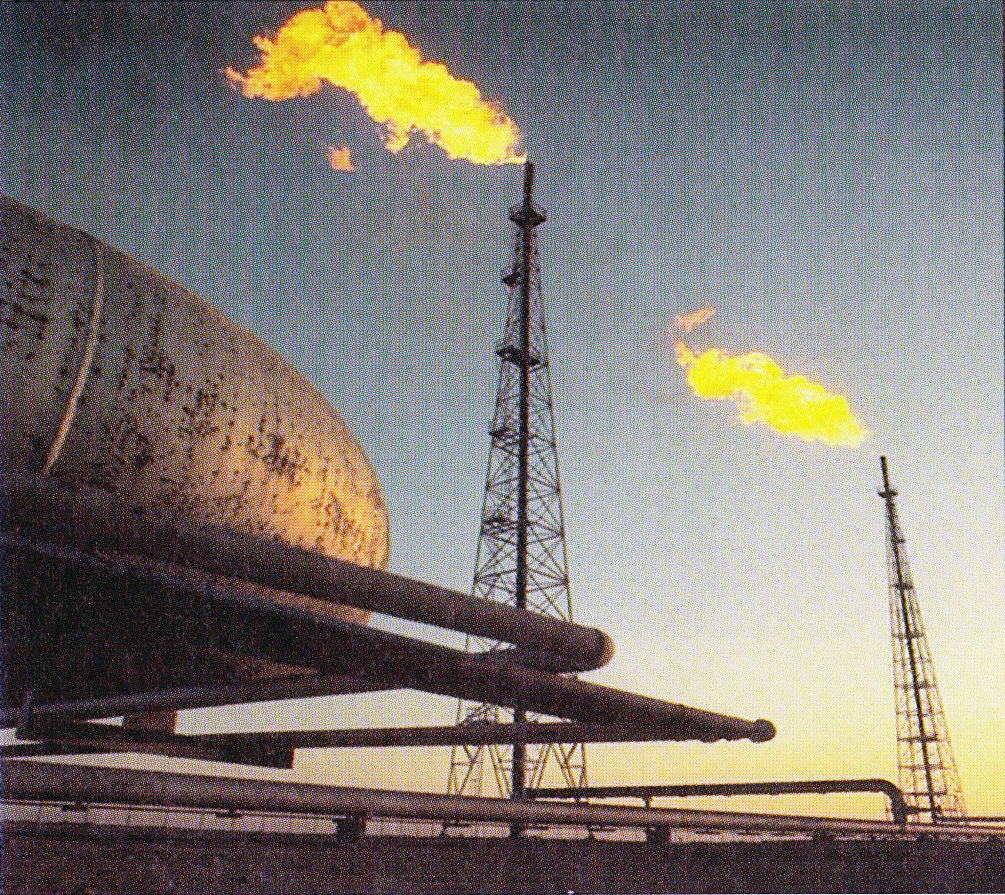
اختصاص درآمدهای نفتی به کارهای عمرانی

شش اصل نخستین انقلاب سفید را که محمدرضا پهلوی در زمستان ۱۳۴۱ در کنگره کشاورزان معرفی کرد به شرح زیر بودند:

### اصل اول: اصلاحات ارضی و الغای رژیم ارباب و رعیتی
عبارت است از تغییرات اساسی در میزان و نحوهٔ مالکیت اراضی به ویژه اراضی کشاورزی و مراتع به منظور افزایش بهره‌وری عمومی جامعه. اصلاحات ارضی در کشور به کوشش پادشاه ایران محمد رضا پهلوی و نخست‌وزیران علی امینی و اسدالله علم به تحقق پیوست و بدین ترتیب تغییر شیوه مالکیت زمین‌های کشاورزی از دست فئودال‌ها یا مالکان بزرگ به خرده مالکی و توزیع دوباره آن بین کشاورزان، با تصویب قانون اصلاحات ارضی و سپس قانون اصلاحی قانون اصلاحات ارضی طی ۳ مرحله انجام گرفت.
با آغاز نهضت نوسازی کشور می‌بایست در زمینهٔ مسائل دهقانی نیز تصمیماتی گرفته می‌شد. محمدرضا پهلوی اعتقاد داشت دهقان ایرانی باید صاحب زمینی شود که در آن کشت کند و همچنین معتقد بود ایجاد تغییرات بنیادی در اجتماع ایران بدون شرکت مؤثر و فعال دهقانان غیرممکن است. در طی تقسیمات اراضی نه تنها کشاورزان صاحب زمین‌هایی شدند که در آن کار می‌کردند بلکه در هر دهکده‌ای که تقسیم انجام می‌شد یک شرکت تعاونی برای حفر چاه عمیق و تأمین آب و بذر و کود و دیگر احتیاجات مورد نیاز کشاورزان به وجود آمد  و شرکت‌های تعاونی روستانشینان مستعد را برای آشنایی با اصول جدید کشاورزی و طرز کار با ماشین آلات و تجهیزات نوین زراعی به خارج اعزام می‌کردند.

### اصل دوم: ملّی کردن جنگل‌ها و مراتع
جنگل‌های ایران و مراتع کشور ملّی شد و با اینکار نزدیک به ۱۲۰ میلیون هکتار جنگل‌ها و مراتع کشور برای بهره‌برداری ملی در اختیار دولت قرار گرفت. در پهنه‌ای نزدیک به ۲۸۰۰۰ هکتار جنگل‌های مصنوعی ایجاد شد و بیش از ۵۰۰۰ هکتار فضای سبز دور شهرهای بزرگ یا پارک‌های جنگلی بیشماری در منطقه‌های گوناگون کشور به وجود آمد. برنامه‌های گسترده‌ای دربارهٔ زنده کردن دوبارهٔ منابع جنگلی و حفاظت خاک و مهار کردن شن‌های روان و جلوگیری از پُرشدن مخزن‌های سدها، جلوگیری از پیشرفت کویر و واپس راندن آن از راه نهال‌کاری کویری در ایران پیاده شد.

### اصل سوم: فروش سهام کارخانجات دولتی به عنوان پشتوانه اصلاحات ارضی
برای تأمین سرمایهٔ لازم جهت بازخرید املاک مالکان و در اختیار قرار دادن زمین‌های خریداری شده به کشاورزان این اصل به عنوان اصل سوم انقلاب مطرح شد تا از طریق درآمد حاصل از فروش سهام کارخانجات دولتی برنامهٔ اصلاحات ارضی صورت پذیرد.
با اجرای این اصل به جز صنایع مادر و ملی شده همانند راه‌آهن، نیرو، اسلحه‌سازی و غیره که در مالکیت دولت برجای ماند، ۵۵ کارخانهٔ قند، نیشکر، پارچه‌بافی، چوب، سیمان، مواد غذایی، پنبه، ابریشم‌بافی و غیره که به شرکت‌های سهامی واگردان شدند و شرکت سهامی کارخانه‌های ایران را تشکیل دادند که سهام آن از سوی بانک کشاورزی به فروش رفت. این کار یا خصوصی‌سازی کارخانه‌های دولتی ایران سبب شد که همهٔ مردم با درآمد متوسط و کم بتوانند آن را خریداری کنند  و بخش بزرگی از کارخانه‌های دولتی به مردم فروخته شد.

### اصل چهارم: سهیم کردن کارگران در سود کارخانه‌ها
برای سهیم کردن کارگران در سود کارخانه‌ها و بر اساس این اصل، کارگران و کارفرمایان به وسیلهٔ سندیکاهای خود، و بر پایهٔ قراردادهای جمعی کارگران، بدون دخالت دولت در سود خالص واحدهای صنعتی شریک می‌شدند. در سال ۱۳۵۶ پانصد و سی هزار کارگر در بخش‌های خصوصی و دولتی توانستند سودی برابر با دوازده میلیارد ریال به دست بیاورند که برای هر یک به معنای یک تا دو ماه دستمزد اضافه بود. کارگران ایرانی با سهم ۲۰٪ از سود کارخانه‌ها سهیم شدند. در سیر این پیشرفت‌ها، بانک رفاه کارگران با دادن وام با بهره چهار در صد به کارگران در ایجاد تعاونی‌ها کمک می‌کرد. قوانین کارگری سه سیاست اشتغال، مزد و بهره‌وری را دنبال می‌کرد. اجرای این اصل نه تنها مانع ایجاد فاصلهٔ طبقاتی و ایجاد روابط سالم و سازنده بین گروه‌های مختلف اجتماعی می‌شد بلکه باعث می‌شد کارگران محیط کار را مانند خانهٔ خود و ماشین آلات صنعتی را همچون فرزندان خود گرامی بدارند و به کار و تلاش بیشتر ترغیب شوند و میزان تولیدات ملی با کیفیت بیشتر افزایش یافت.

### اصل پنجم: اصلاح قانون انتخابات ایران به منظور دادن حق رأی به زنان و حقوق برابر سیاسی با مردان
بر اساس مادهٔ ۱۰ قانون انتخابات پیش از انقلاب شاه و مردم، زنان در ردیف دیوانگان و ورشکستگان به تقصیر و گدایان و محکومان دادگستری بودند و از هر گونه حقوق سیاسی محروم بودند. اصل چهارم به همراهی زنجیره‌ای از اصلاحات که به آزادی زنان ایران شناخته شد با کشف حجاب در روز ۱۷ دی ماه ۱۳۱۴ با فرمان رضا شاه آغاز شد. رضا شاه در این روز همراه با ملکه پهلوی و دو دخترش شمس و اشرف بدون حجاب به دانشسرای تربیت معلم می‌روند. پس از آن در تاریخ ۶ بهمن ۱۳۴۱ قانون انتخابات عوض شد و یکی از دست‌آوردهای آن شرکت زنان در انتخابات در شرایط حقوقی مساوی با مردان بود. زنان همچون مردان توانستند در تعیین سرنوشت خودشان برای نخستین بار نقش مهمی بازی کنند و حق رأی دادن و حق انتخاب شدن به دست آورند. در پی حق انتخابات ۲۷ فروردین ۱۳۴۲ قانون حمایت خانواده تصویب شد. برای سرپرستی کودک نیز مادر به حساب می‌آید، کودک پس از طلاق یا درگذشت پدر به مادر سپرده می‌شود. دستاوردهای دیگری نیز در قوانین انتخابات و تدوین قانون به وجود آمد و آن تشکیل انجمن‌های استان و شهرستان، انجمن‌های شهر و ده و قانون نظام صنفی و ایجاد شوراهای آموزش و بهداری که مستقیم یا غیرمستقیم حاصل شد.

### اصل ششم: ایجاد سپاه دانش
در ارزیابی صورت گرفته در سال ۱۹۵۸ حدود ۴۱ درصد از کارگران بی‌سواد بودند که باعث کمی بهره‌وری آنان می‌شد. ۶۷٫۲ درصد مردان و ۸۷٫۸ درصد کل زنان بالای پانزده سال بی‌سواد بودند. دولت دریافت که در زمینهٔ آموزش باید اقداماتی صورت گیرد. سپاه دانش برای سواد آموزی و اشاعهٔ فرهنگ در روستاها در بهمن ۱۳۴۱ توسط محمدرضا پهلوی پیشنهاد شد و در سال ۱۳۴۲ در نخست‌وزیری اسدالله علم کار خود را آغاز کرد. در آن زمان جمعیت ایران ۲۲ میلیون نفر بود که ۷۵٪ آن‌ها در روستاها زندگی می‌کردند و اکثراً بی سواد بودند. به علاوه امکانات آموزشی به طرزی نامتعادل بین شهرها و روستاها تقسیم شده بود به‌طوری‌که ۲۴٪ از معلمان در روستاها و ۷۶٪ در شهرها تدریس می‌کردند به عبارتی تنها یک چهارم از معلمان متعلق به ۷۵٪ جمعیت روستانشین بود و معلمان شهری نیز علاقه‌ای به رفتن به روستاها نداشتند. درچنین شرایطی تشکیل سپاه دانش می‌توانست راهگشا باشد. برطبق این اصل مقرر شد جوانان دیپلمه‌ای که می‌خواهند خدمت سربازی انجام دهند با گذراندن یک دورهٔ آموزشی و یادگیری روش تدریس به خردسالان و بزرگسالان به روستاها اعزام گردند.
تا سال ۱۳۵۷ بیست و هشت دوره از پسران و هجده دوره از دختران توانستند در این سپاه خدمت کنند که شمار آن‌ها به بیش از یک صد هزار تن رسید. بسیاری از این دختران و پسران پس از پایان دورهٔ سپاهی‌گری به استخدام وزارت آموزش و پرورش درآمدند و کار آموزگاری را ادامه دادند. برخی دیگر در راه بری خانه انصاف به خدمت دولت درآمدند. بر اساس آمار سال ۱۳۵۶ سازمان برنامه و بودجه مرکز آمار ایران تنها در روستاهای کشور در درازای پانزده سال، شمار دانش‌آموزان مدرسه‌های سپاه دانش ۶۹۲ درصد افزایش یافت همچنین در درازای پنج سال نخست ۵۱۰۰۰۰ پسر و ۱۲۸۰۰۰ دختر و همچنین ۲۵۰۰۰۰ مرد سالمند و ۱۲۰۰۰ زن سالمند خواندن و نوشتن آموختند. ظرف مدت ۷ سال پس از اجرای این اصل بیش از ۳ هزار مدرسه در سراسر ایران ساخته شد. تا سال ۱۳۵۷ برابر با ۱۹۷۹ نرخ بیسوادی مردان و زنان به ۴۴٫۲ و ۵۳ درصد کاهش یافت.
برنامه‌های شش اصل انقلاب قابل اجرا و منطبق با باورها، سنت‌ها و نیازهای ایرانیان و ضرورت‌های اقتصادی و اجتماعی زمان بود. سپس به تدریج که اقتصاد ملی  توسعه یافت و جامعه ایران تحول پیدا کرد و بنا بر نیازها و مقتضیات جدید، شش اصل نخستین با افزودن سیزده اصل دیگر تکمیل گردید.
میزان باسوادی جمعیت ۶ سال و بیشتر کشور در سال‌های ۱۳۳۵، ۱۳۴۵ و ۱۳۵۵ به ترتیب ۱۵، ۲۸ و ۴۱٫۷ درصد و نرخ سواد مناطق روستایی در این سال‌ها نیز به ترتیب ۱۰، ۱۵ و ۲۵ درصد بودند. تفاوت میزان بی سوادی نیز زنان و مردان در طی این سالها از ۹٫۵٪ به بیش از ۲۳٪ در سال ۱۳۵۵ رسید. در ان زمان نرخ یاسوادی کل جامعه نیز ۴۸٪ درصد بود.

### اصل هفتم: ایجاد سپاه بهداشت
در درازای نخست‌وزیری اسدالله علم اصل هفتم به تحقق پیوست. مردان و زنان سپاهی بهداشت وظیفه توزیع عادلانه پزشک و خدمات پزشکی را در کشور به عهده داشتند. دختران و پسران ایرانی دیپلمه، لیسانسیه، فوق لیسانس و آن‌هایی که دارای درجه دکترا چه در رشته‌های پزشکی یا رشته‌های دیگر بودند و خدمت زیر پرچم را می‌بایستی انجام دهند، پس از یک دوره کارآموزی چهارماهه بین این سه سپاه دانش، سپاه بهداشت و سپاه ترویج و آبادانی تقسیم می‌شوند.

### اصل هشتم: ایجاد سپاه ترویج و آبادانی
ایجاد سپاه در سال ۱۳۴۳ تصویب و در دوران نخست‌وزیری حسنعلی منصور به تحقق پیوست. این سپاه از کارشناسان علمی و فنی جوان کشور، چون مهندسان رشته‌های کشاورزی، ساختمانی، راه‌سازی، برق و مکانیک، و سایر دانش آموختگان رشته‌های فنی و مهندسی بود که بخشی از خدمت زیر پرچم خود را در روستاهای کشور می‌گذراندند و کوشش آن‌ها برای بالا بردن سطح زندگی روستاییان، آشنا کردن آن‌ها با روش‌های نوین کشاورزی، یاری به افزایش تولیدات دامی و کشاورزی، گسترش و بهبود صنایع روستایی، راهنمایی روستاییان دربارهٔ آبادانی و نوسازی روستاها می‌بود.

### اصل نهم: ایجاد خانه‌های انصاف و شوراهای داوری
خانه‌های انصاف و شوراهای داوری به دادگاه‌های روستایی گفته می‌شد که در دوران نخست‌وزیری اسدالله علم در چهارچوب انقلاب شاه و مردم بنیان‌گذارده شد. خانه‌های انصاف و شوراهای داوری چهره‌ای نوین از عدالت را به مردم کشور نشان داد. با بنیان شدن خانه‌های انصاف به جای این که فرد روستایی برای گرفتن حق خود راهی شهرهای دور و نزدیک شود دستگاه قضایی به سراغ او رفت. خانه‌های انصاف عدالت را به رایگان در اختیار روستانشینان قرار دادند و بدان‌ها این شانس را دادند که در کارهای قضایی خود شریک باشند. سپاه دانش مأمور خدمت در هر روستا و محل، منشی خانه‌های انصاف بود. بر اساس مدل خانه‌های انصاف، شوراهای داوری در دوران نخست‌وزیری امیرعباس هویدا از سال ۱۳۴۵ آغاز بکار کرد بدین معنا که برای رسیدگی به دعواهای کوچک و محلی دادگاه‌های برگزیده شده به وسیله اهالی هر محله و شهر تشکیل شد.

### اصل دهم: ملّی کردن آب‌های کشور
اصل دیگری برای نگهبانی ثروت طبیعی ایران یا اصل دهم انقلاب شاه و مردم ملی‌کردن آب‌های روی زمینی و زیرزمینی در سراسر کشور در مرداد سال ۱۳۴۷ و دوره نخست‌وزیری امیرعباس هویدا به تصویب رسید و به تحقق پیوست. این اصل برای گسترش منابع آب و جلوگیری از به هدر رفتن آن و پیدا کردن یک سیاست یکسان در استفاده از منابع آب کشور اعلام شد. به موجب این اصل محمدرضا پهلوی تمامی آب‌های کشور دریاچه‌ها، رودخانه‌ها، نهرها، جوی بارها، دره‌ها، برکه‌ها، چشمه‌ها، آب‌های معدنی و آب‌های زیرزمینی را به عنوان ثروت ملی اعلام کرد. حفظ و حراست منابع و ذخایر آب‌های زیرزمینی و نظارت در کلیه امور مربوط به آن به وزارت آب و برق محول شد.

### اصل یازدهم: نوسازی شهرها و روستاها با کمک سپاه ترویج و آبادانی
این اصل در سال ۱۳۵۶ خورشیدی تصویب و زیر سرپرستی نخست‌وزیر جمشید آموزگار در سرتاسر کشور پیاده شد. این اصل عملاً نوسازی شهری و روستایی را می‌پوشاند. گسترش شتابان اقتصاد ایران سبب شد که شهرها بی‌رویه گسترش یابند. بر اساس این قانون در تهران و ۷۲ شهر دیگر پروژه‌های نوسازی و عمران، تأمین آب و برق، مسکن، بهداشت، ساختن راه‌ها، ایجاد پارک‌ها، پارکینگ‌ها، میدان‌ها، و نگاهداری آن‌ها و غیره از وظایف شهرداری‌ها شد. در روستاها تأسیسات زیر بنایی روستا نیز معین شد. بدین ترتیب نوسازی شهری و روستایی به مانند دو رشته موازی از یک کوشش یگانه در بازسازی تمام کشور درآمد. پروژه‌ها در شورای عالی شهرسازی در وزارت آبادانی و مسکن به تصویب می‌رسید

### اصل دوازدهم: انقلاب اداری و انقلاب آموزشی
این اصل بر پایه گسترش کمیت آموزش با تغییرات بنیادی در کیفیت آموزش اداری و آموزشی پایه‌ریزی شد. در مرداد ۱۳۴۷ خورشیدی این اصل نخستین بار در کنفرانس آموزشی رامسر زیر نظر مستقیم محمدرضا پهلوی و نخست‌وزیر امیرعباس هویدا بررسی شد. دوازده اصل منشور کنفرانس آموزشی رامسر با توجه به نیازهای اقتصادی و اجتماعی کشور برنامه‌ریزی شد. بر اساس این منشور تأمین نیروی انسانی با دانش و متخصص در رشته‌های گوناگون صنعت، فرهنگ و غیره می‌باید با بن مایه‌های ایرانی و ارزش‌های ایرانی پرورش یابند. اعلام انقلاب اداری و آموزشی بر اساس گسترش کامل سواد و تخصص در ایران پایه‌گذاری شد. آمار مرکز آمار ایران، سازمان برنامه و بودجه نشان می‌دهد که در درازای انقلاب سفید شمار رشته‌های تحصیلی از هفتاد و پنج رشته (۷۵) به پانصد و پنجاه و دو رشته (۵۵۲) افزایش یافت. در سال ۱۳۵۵ بیست و دو درصد کل جمعیت کشور زیر پوشش سطح‌های گوناگون آموزش قرار گرفتند

### اصل سیزدهم: فروش سهام به کارگران واحدهای بزرگ صنعتی یا قانون گسترش مالکیت واحدهای تولیدی
در تابستان ۱۳۵۴ خورشیدی اصل سیزدهم انقلاب شاه و مردم یا گسترش مالکیت واحدهای صنعتی و تولیدی به تصویب رسید و زیر نظارت نخست‌وزیر امیرعباس هویدا به تحقق پیوست. واحدهای صنعتی و تولیدی خصوصی و دولتی که از گشایش آن‌ها پنج سال می‌گذشت می‌باید وضع خود را به شرکت سهامی عام تبدیل کنند و تا برابر با ۴۹٪ از سهام واحدهای خصوصی را نخست به کارگران و کارمندان همان واحد و سپس به دیگر مردم بفروشند. واحدهای صنعتی بخش عمومی نیز متعهد شدند تا ۹۹٪ سهام خود را به فروش بگذارند و بدین ترتیب مالکیت واحدهای تولیدی و صنعتی از راه سهام کارگران بین همگان پخش شود و همه مردم در گسترش اقتصاد ملی شریک شوند. «در اجرای این اصل تا سال ۱۳۵۵ صد و پنجاه و سه واحد تولیدی کشور در اختیار بیش از ۱۶۳۰۰۰ کارگر و کشاورز قرار گرفته و در سال ۱۳۵۷ آمار نشان می‌دهد که روی هم ۳۲۰ واحد بزرگ تولیدی ۴۹٪ سهام خود را به کارگران و سایر مردم کشور فروخته‌اند. در سیستم کارگری و کارخانه‌داری ایران در چهارچوب این اصل کارگر هم مالک است و هم برای خودش کار می‌کند. وقتی کسی کارگر مالک باشد به بیشتر تضادها و انگیزه‌های سیاسی استعماری پروانه نمی‌دهد که پای بگیرد».

### اصل پانزدهم: تحصیلات رایگان و اجباری
بر اساس این اصل، آموزش در نهادهای آموزشی کشور چون نهادهای زیر رایگان اعلام شد: دانشگاه‌ها، دبیرستان‌ها، دبستان‌ها، دانش‌آموزان روزانه و شبانه، دانش‌آموزان کلاس‌های مبارزه با بی‌سوادی، دانش‌آموزان کلاس‌های سوادآموزی حرفه‌ای مدارس فنی و حرفه‌ای دانشگاه‌ها، دوره‌های آموزشی بزرگسالان، اداره آموزش ایل‌نشینان، مدرسه‌های ایران در خارج از کشور. بر طبق این اصل دانش‌آموزان و دانشجویان در برابر تعهد خدمت به دولت می‌توانستند از آموزش رایگان کامل بهره گیرند. آمار سازمان برنامه و بودجه در سال ۱۳۵۶ شمار دانشجویان در دانشگاه‌ها و مدارس عالی نزدیک به ۲۰۰۰۰۰ تن و در خارج از کشور ۱۰۰۰۰۰ تن بود. شمار بسیاری از دانشجویان خارج از کشور بورسیه دولت بودند. دانشجویان داخل کشور از کمک هزینه تحصیلی استفاده می‌کردند. برای دانشجویانی که در شهر زادگاه خود به دانشگاه می‌رفتند ماهانه ۳۵۰ تومان و برای دانشجویانی که محل دانشگاه آنان با زادگاهشان تفاوت داشت ۵۵۰ تومان کمک هزینه تحصیلی داده شد.

### اصل شانزدهم: تغذیه رایگان برای کودکان خردسال در مدرسه‌ها و تغذیه رایگان شیرخوارگان تا دو سالگی با مادران
برای کودکان خردسال در مدرسه‌ها و تغذیه رایگان برای شیرخوارگان تا دو سالگی با مادران در سال ۱۳۵۳ اعلام شد که بر اساس آن دانش‌آموزان کشور از تغذیه رایگان برخوردار شدند. با دادن یک وعده غذای روزانه در ساعات درس بامدادی که در آن شیر، بیسکویت و میوه که میزان کالری آن با دقت حساب شده بود در سال تحصیلی ۱۳۵۳ بیش از ۶ میلیون دانش آموز از آن بهره بردند. شیرخوارگان و مادرانشان نیز از تغذیه رایگان بهره‌مند شدند که پیشبرد و اجرای آن بر عهده جمعیت شیر و خورشید سرخ ایران، سازمان شاهنشاهی خدمات اجتماعی و بنگاه حمایت مادران و نوزادان بود. مسئول اجرای بخش نخستین، وزارت آموزش و پرورش بود.

### اصل هفدهم: پوششبیمه‌های اجتماعیبرای همه ایرانیان
محمدرضا شاه در کتاب به سوی تمدن بزرگ در مورد اصل هفدهم انقلاب شاه و مردم چنین می‌نویسد: 
 بر پایه بیمه همگانی و تأمین دوره بازنشستگی برای همه مردم ایران به ویژه روستاییان ایران استوار بود و در دوره نخست‌وزیری امیرعباس هویدا در ایران پیاده شد. بیمه‌های اجتماعی و سازمان‌های تعاونی دوپایه اساسی برای برآوردن نیازمندی‌های اجتماع ایران است. هدف اصل هفدهم این است که هر ایرانی در همه دوره‌های زندگی خود زیر پوشش بیمه‌های اجتماعی باشد و در درازای زندگی خود تأمین باشد و هیچگاه نیازمند نگردد. بر اساس قانون تأمین اجتماعی این پوشش از پیش از زاده شدن نوزاد از راه پشتیبانی و مراقبت از زنان باردار و پرداخت کمک بارداری به نوزاد داده می‌شود. بدین معنا که هر ایرانی پیش از زاده شدن مشمول بیمه می‌شود. تأمین اجتماعی بیمه‌های حوادث، بیماری‌ها، پیری، از کار افتادگی، نقص عضو، بیمه دستمزد روزهای بیماری، کمک ازدواج را شامل می‌شود. در برنامه بود که بیمه استعدادها نیز برقرار شود. قانون تأمین اجتماعی که در درازای سال‌های انقلاب سفید مزد بگیران و حقوق بگیران کشور و خانواده آنان را زیر پوشش خود دارد از نظر پشتیبانی‌های قانونی و موردهای تأمین اجتماعی از قانون‌های بسیار پیشرفته گیتی است. در کشورهای پیشرفته غربی به هنگام بازنشستگی بالاترین پول بازنشستگی که پرداخت می‌شود نزدیک به ۵۰٪ یا ۶۰٪ از میانگین حقوق یا دستمزد پیش از بازنشستگی می‌باشد. در ایران حقوق یا دستمزد بازنشستگی تا ۱۰۰٪ از میانگین دستمزد یا حقوق سال آخر خدمت است. هم چنین برای این که نیروی خرید بازنشسته‌ها کاهش نیابد، با در نظر داشتن نرخ تورم حقوق‌ها و دستمزدها افزایش می‌یابند.
بیمه درمانی بخشی از بیمه‌های اجتماعی، محدودیتی دربارهٔ بیماران و درازای درمان و هزینه آن ندارد و «پروتز» یا اعضای مصنوعی را نیز در بر می‌گیرد. اگر درمان بیماری در ایران امکان نداشته باشد بیمه اجتماعی هزینه فرستادن بیمه شده را به خارج از کشور بر عهده می‌گیرد. با اجرای قانون بیمه درمانی کارکنان دولت فعال، بازنشسته، رسمی یا قراردادی و خانواده آن‌ها از همه مزایای بیمه درمانی بهره‌مند شده‌اند. 
همه مزد بگیران، حقوق بگیران کشور، کارکنان رسمی دولت و نیروهای مسلح شاهنشاهی، روستاییان، اصناف و پیشه وران و حرفه‌های آزاد از همه مزایای حمایت‌های تأمین اجتماعی بهره‌مند گردیده‌اند.
آمار نشان می‌دهد که در سال ۱۳۴۱ نزدیک به یک میلیون ایرانی شامل قانون بیمه‌های اجتماعی شده‌اند و در سال ۱۳۵۶ به دوازده میلیون نفر رسیده است. ۶۰۰٬۰۰۰ روستایی از راه شبکه بهداری و بهزیستی از بیمه درمانی استفاده کرده‌اند. حق بیمه کارکنان دولت زیر پوشش قانون تأمین خدمات درمانی، میانگینی نزدیک به یک سوم آن را بیمه شده و دو سوم آن را دولت می‌پردازد. دربارهٔ بیمه شدگان تأمین اجتماعی ۹٪ از دستمزد بیمه شده به بیمه درمان می‌رسد. جمع حق بیمه دریافتی بابت همه بیمه‌های بیمه اجتماعی ۳۰٪ دستمزد ماهیانه است که ۲۰٪ آن را کارفرما و ۷٪ را بیمه شده و ۳٪ را دولت می‌پردازد.
بر اساس آمار در درازای پانزده سال انقلاب شاه و مردم شمار بیمه شدگان ۵۲۱٪، شمار کارگاه‌های زیر پوشش قانون بیمه اجتماعی ۲۱۹۵٪، بازنشستگان بیمه شده ۳۰۹٪، بازماندگان مستمری بگیر ۴۶۰٪ و از کار افتادگان مستمری بگیر ۵۲۰٪ افزایش داشته است.

### اصل هجدهم: مبارزه با معاملات سوداگرانه زمین‌ها و اموال غیرمنقول
به منظور جلوگیری از افزایش بهای خانه‌ها و آپارتمان‌های مسکونی

### اصل نوزدهم: مبارزه با فساد، رشوه‌گرفتن و رشوه‌دادن
بر اساس این اصل همه تلاش و کوشش صاحبان مقامات دولتی می‌باید در راه مصالح و منافع جامعه بکار رود. رؤسای دولت و همه کارکنان دولتی در زمان تصدی مشاغل و مقامات قدرت خود را بی‌طرفانه باید بکار برند و با انصراف از منافع شخصی، خود را کاملاً در خدمت رسالت اجتماعی و ملی خویش قرار دهند. بدین روی استفاده از هر عضو شایسته جامعه بدون تفاوت و تبعیض برای خدمت در شغل‌های گوناگون و سازمان‌های دولتی ضروری است. در مورد مقامات درجه اول دولتی باید دارایی خود را اعلام کنند تا نتوانند ثروت‌اندوزی کنند و سرانجام وقت ایشان باید در خدمت به مملکت وقف شود

## سازمان‌ها و جمعیت‌ها
در اجرا و پیشرفت‌های اصول منشور انقلاب سازمان‌ها و جمعیت‌های دیگری نیز شرکت داشتند. بیشتر این سازمان‌ها زاده دوره انقلاب سفید هستند. از قدیمی‌ترین و وزین‌ترین آن‌ها می‌توان از سازمان‌های زیر نام برد.
سازمان شاهنشاهی خدمات اجتماعی، بنگاه حمایت مادران و نوزادان، بنیاد پهلوی، جمعیت خیریه فرح پهلوی

دیگر سازمان‌های فعال:
جمعیت بهزیستی و آموزشی فرح پهلوی، بنیاد ملکه پهلوی، بنیاد نیکوکاری شمس پهلوی، بنیاد اشرف پهلوی، سازمان‌های ملی رفاه نابینایان و ناشنوایان، سازمان ملی رفاه خانواده، انجمن ملی توانبخشی ایران، انجمن ملی حمایت کودکان، جمعیت حمایت کودکان بی سرپرست، جمعیت حمایت کودکان کر و لال، انجمن ملی حمایت معلولان، جمعیت کمک به جذامیان، جمعیت حمایت مسلولین، جمعیت ملی مبارزه با سرطان

## مخالفت روحانیون
برخی از روحانیون، معتقد بودند که برنامه‌های انقلاب سفید، در تضاد با بنیادهای شریعت اسلام است. سرشناس‌ترین روحانی مخالف، روح‌الله خمینی بود که همه‌پرسی را «نامشروع» خواند و آن را تحریم کرد. شاه حق رأی به زنان را داد ولی خمینی در ۱۰ اسفند ۱۳۴۱، طی نامه‌ای به شاه ایران از دادن حق رأی به زنان اعتراض کرد و آن را خلاف اصول قرآن و اسلام دانست.
پاره‌ای از نظرات روح‌الله خمینی دربارهٔ انقلاب سفید:
- در قوانین ایران همه‌پرسی پیش‌بینی نشده است.
- معلوم نیست چه مقامی صلاحیت دارد همه‌پرسی نماید و این امری است که باید قانون معین کند.
- لوایح ششگانه مبهم‌اند و فاصله اعلان آن‌ها تا زمان برگزاری همه‌پرسی اندک است و مردم مهلت اندیشیدن دربارهٔ آن‌ها را ندارند.
- اکثریت جامعه ایران قوه تشخیص فهم این اصول را ندارند.
- رأی دادن باید در محیط آزاد باشد و این در ایران عملی نیست.[۴۵]

اعلامیه‌های اعتراض‌آمیز برخی روحانیون، به ویژه سخنرانی‌های روح‌الله خمینی، سبب ایجاد برخی اعتراضات در بعضی طبقات جامعه نسبت به انقلاب سفید شد. این اعتراضات، منتج به درگیری‌های خیابانی در برخی شهرها به ویژه مشهد و قم شد.
در تاریخ ۲ فروردین۱۳۴۲ نظامیان با حمله به مدرسه فیضیه قم اجتماع مخالفان انقلاب سفید را سرکوب کردند. هم‌زمان، به مدرسهٔ طالبیهٔ تبریز هجوم بردند و برخی از روحانیون به قتل رسیدند. خمینی، عید نوروز را به دلیل مصادف شدن با سال روز درگذشت جعفر صادق عزای عمومی اعلام کرد. سپس، یک سخنرانی را به مناسبت «شهادت» طلاب برگزار نمود. در ۱۵خرداد۱۳۴۲ مأموران امنیتی حکومت در قم، اقدام به دستگیری روح‌الله خمینی کردند.
پس از سخنرانی سید روح‌الله خمینی در چهارم آبان ۱۳۴۳ در قم علیه تصویب اجازه استفاده مستشاران نظامی آمریکا در ایران از مصونیت‌ها و معافیت‌های قرارداد وین که خمینی آن را کاپیتولاسیون نامید، دستور دستگیری خمینی صادر شد. با پا درمیانی رئیس ساواک وقت در تاریخ ۱۳ آبان ۱۳۴۳ خمینی به ترکیه تبعید شد.

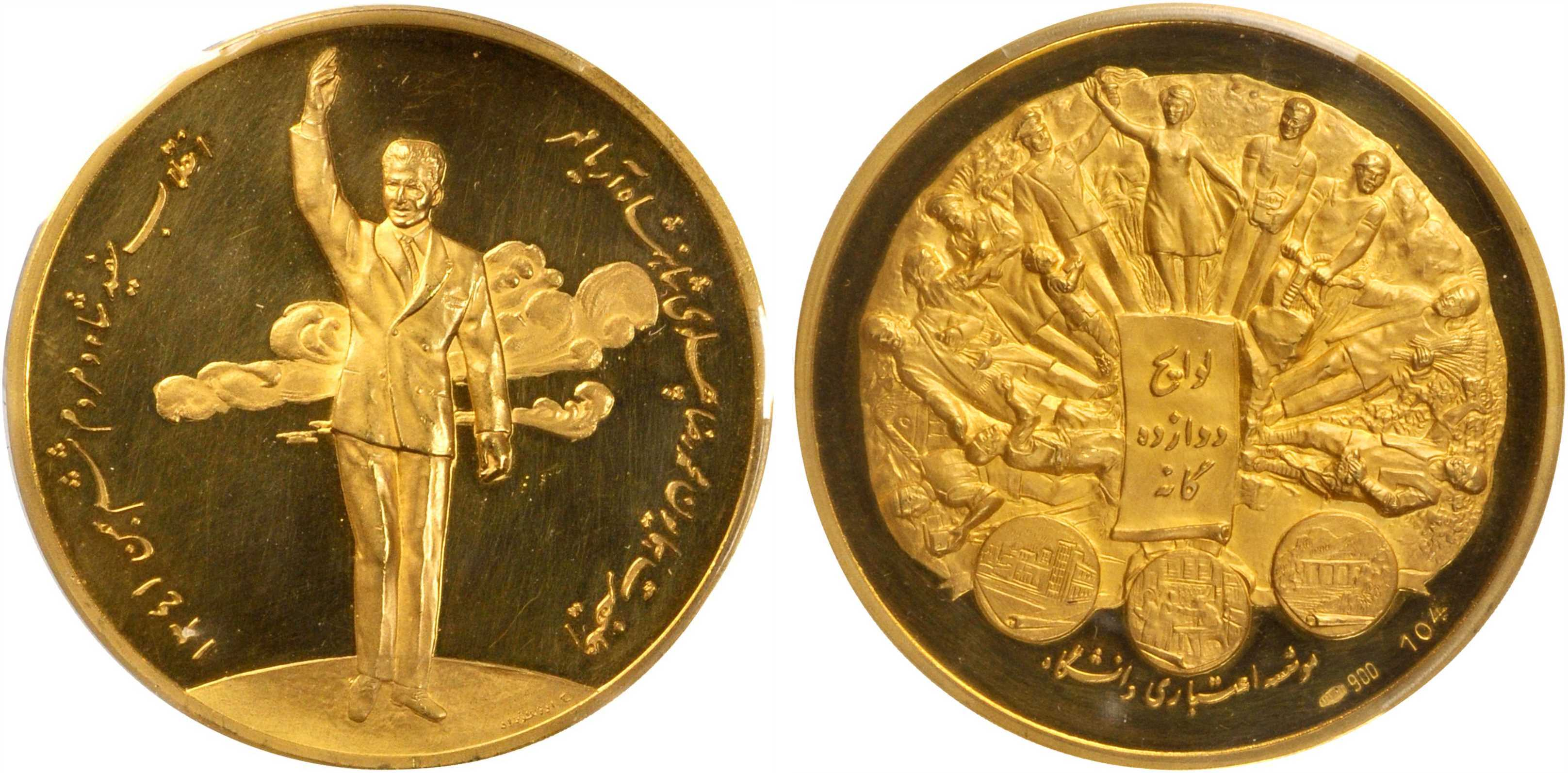
مدال یادبود انقلاب شاه و مردم و نمادی از هر یک از لوایح دوازده‌گانه مربوط به آن

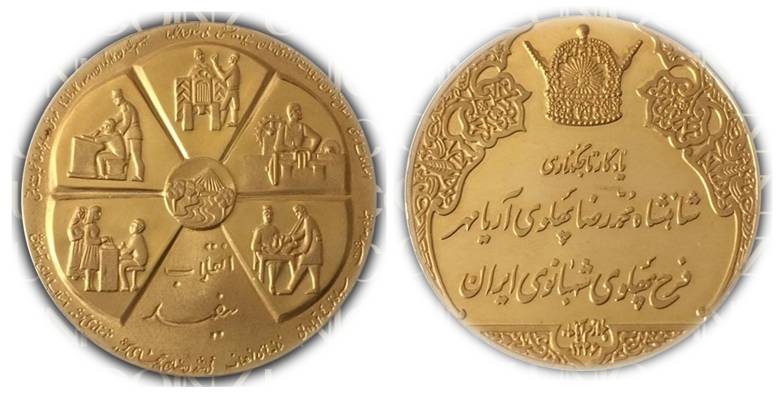
مدال یادبود انقلاب سفید، لوایح اجرایی شده آن و سالگرد تاجگذاری

## تمبرهای یادبود انقلاب شاه و مردم

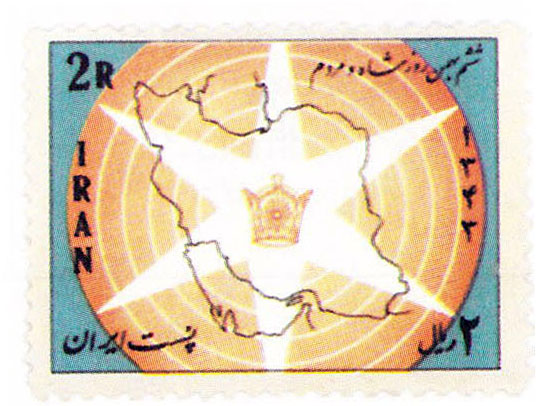
ششم بهمن روز شاه و مردم
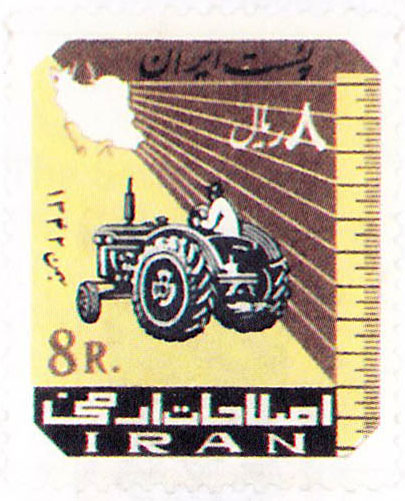
اصلاحات ارضی بهمن ۱۳۴۲
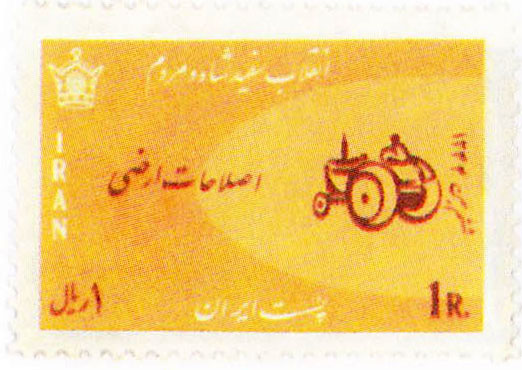
اصلاحات ارضی بهمن ۱۳۴۲
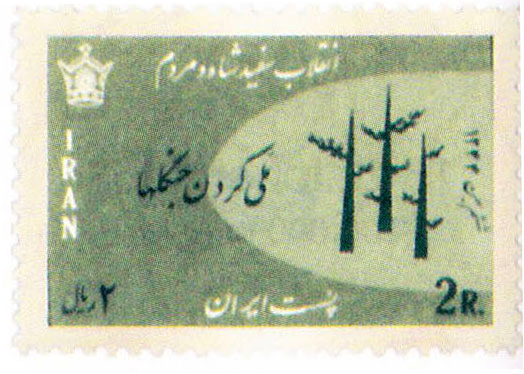
ملی کردن جنگل‌ها بهمن ۱۳۴۲
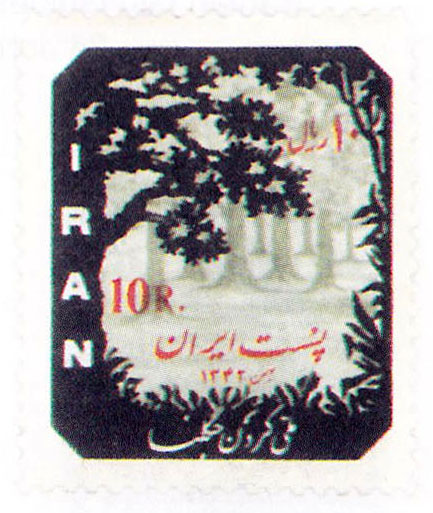
ملی‌کردن جنگل‌ها بهمن ۱۳۴۲
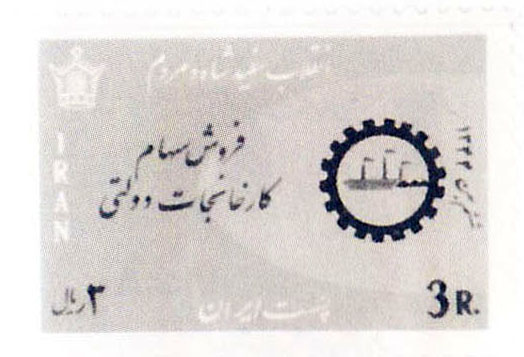
فروش سهام کارخانجات بهمن ۱۳۴۲
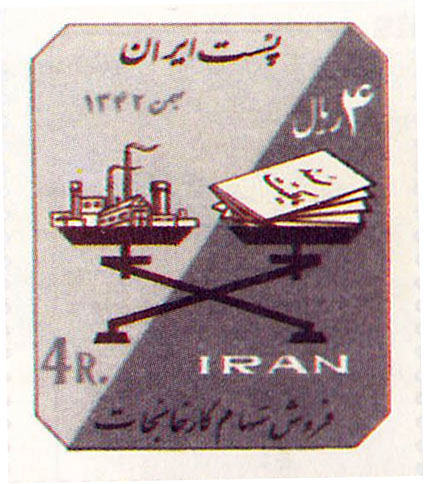
فروش سهام کارخانجات بهمن ۱۳۴۲
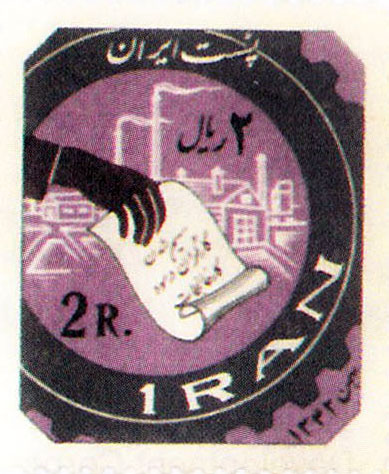
سهیم‌کردن کارگران در سود کارخانجات بهمن ۱۳۴۲
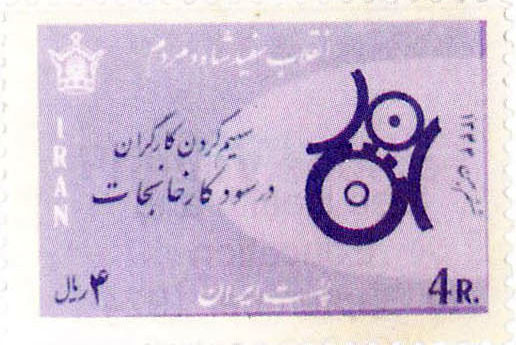
سهیم‌کردن کارگران در سود کارخانجات بهمن ۱۳۴۲
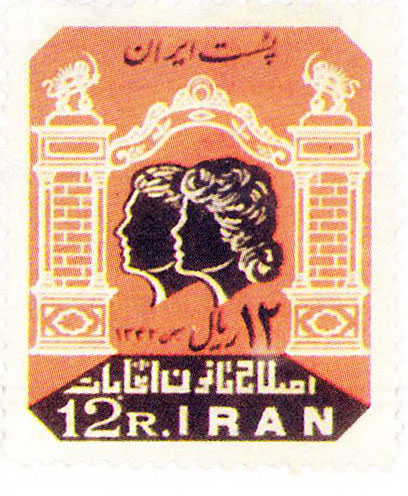
اصلاح قانون انتخابات
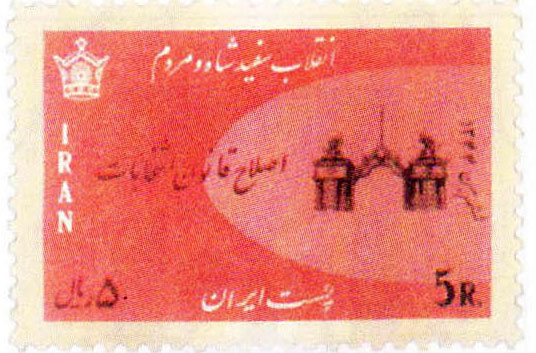
اصلاح قانون انتخابات
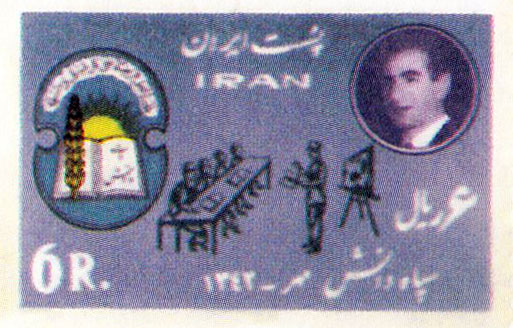
سپاه دانش مهر ماه ۱۳۴۲
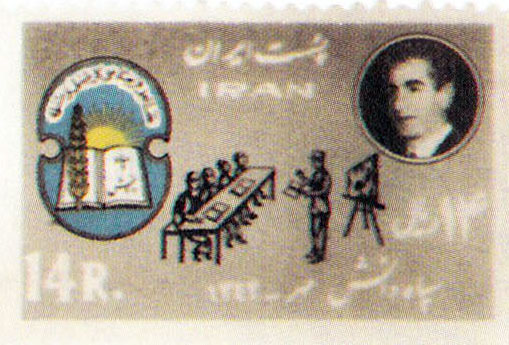
سپاه دانش مهر ماه ۱۳۴۲
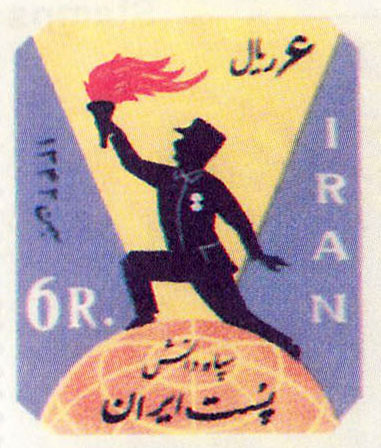
سپاه دانش بهمن ماه ۱۳۴۲
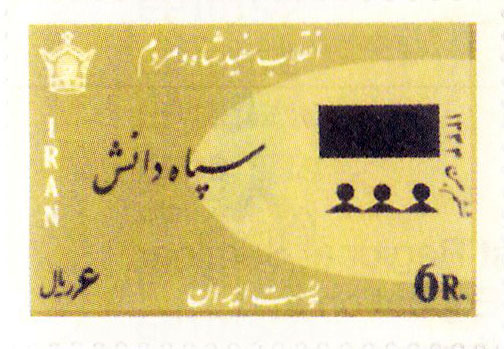
سپاه دانش بهمن ماه ۱۳۴۲
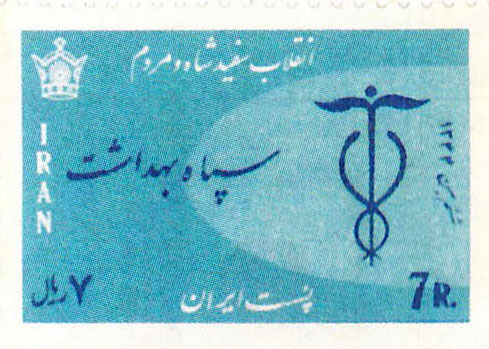
سپاه بهداشت بهمن ۱۳۴۲
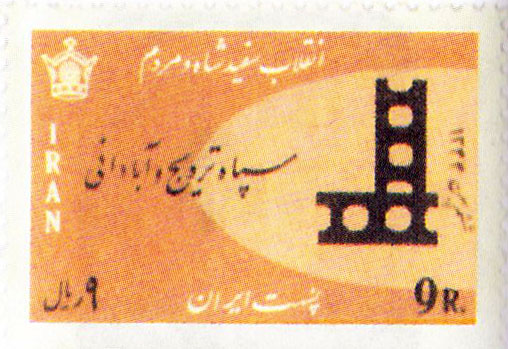
سپاه ترویج و آبادانی ششم بهمن ماه ۱۳۴۲
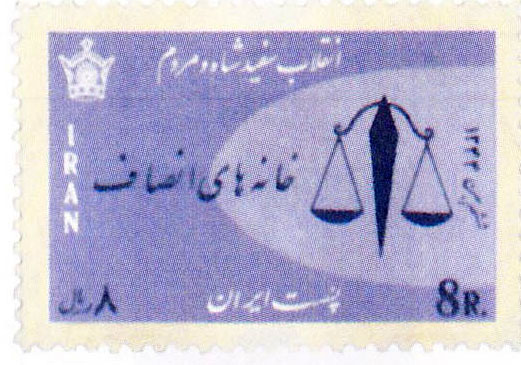
خانه‌های انصاف ششم بهمن ماه ۱۳۴۲
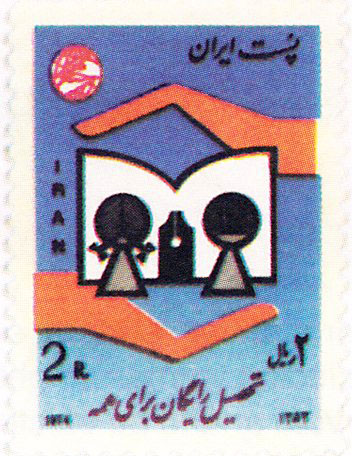
تحصیل رایگان برای همه ۱۳۵۲
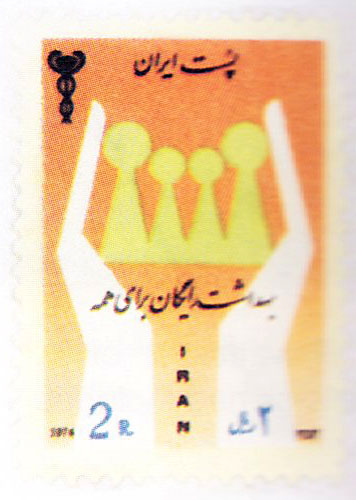
بهداشت رایگان برای همه